# Termogenina
Termogenina (inglês: Thermogenin ou Uncoupling Protein 1 resp. UCP1) é uma proteína transmembranar encontrada na mitocôndria do tecido adiposo marrom.
Como um dos cinco tipos das proteínas de desacoplamento conhecidos em mamíferos, a proteína atua interrompendo o fluxo de elétrons da cadeia respiratória ou fosforilação oxidativa, gerando, ao invés de trifosfato de adenosina (ATP), calor com, por exemplo, tremor sem atividade muscular. A termogénese gerada pela termogenina é o tipo mais dominante na geração de calor para possibilitar a hibernação.